# Mutilação

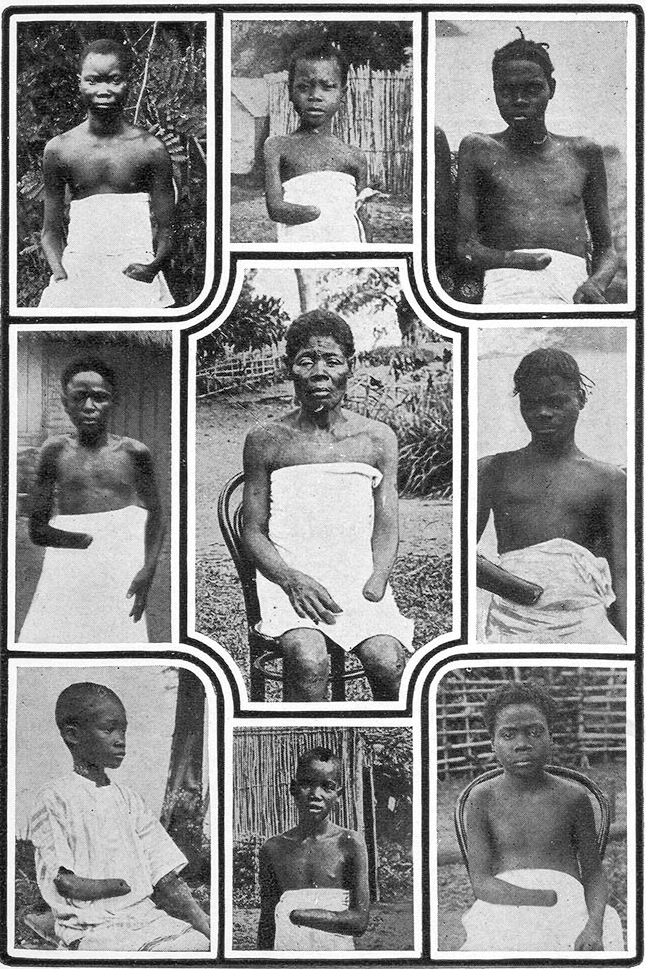
Pessoas mutiladas do Estado Livre do Congo.

Uma mutilação é a perda parcial ou total de um membro do corpo. As mutilações físicas podem ser voluntárias ou involuntárias. Na era moderna, possui conotação negativa, referindo-se a alterações que levam a características inferiores, disfuncionais, imperfeitas ou feias.

## Mutilação voluntária
O ato de mutilação pode ser voluntário por diversos motivos, quer auto-infringido quer imposto:
- durante as guerras e outros conflitos armados, alguns soldados poderão chegar a automutilar-se para que sejam declarados inaptos;
- pessoas com problemas mentais podem chegar a automutilar-se;
- uma mutilação pode ser a consequência de acções que danificaram a honra (por exemplo o corte do dedo mínimo entre os yakuzas);
- outro tipo de mutilações ocorrem através da tortura ou como práticas religiosas (circuncisão ou mutilação genital feminina).